# Vincenzo Petra
Vincenzo Petra (ur. 13 listopada 1662 w Neapolu, zm. 21 marca 1747 w Rzymie) – włoski kardynał.

## Życiorys
Urodził się 13 listopada 1662 roku w Neapolu, jako syn diuka Carla Petry i Cecilii Pepe. Studiował w Rzymie teologię i filozofię, a na Uniwersytecie w Neapolu obronił doktorat utroque iure. Był referendarzem Najwyższego Trybunału Sygnatury Apostolskiej, audytorem Roty Rzymskiej i konsultorem Penitencjarii Apostolskiej. 2 października 1717 roku przyjął święcenia kapłańskie. Trzy dni później został wybrany tytularnym arcybiskupem Damaszku, a 9 października przyjął sakrę. W tym samym roku został także asystentem Tronu Papieskiego. 20 listopada 1724 roku został kreowany kardynałem prezbiterem i otrzymał kościół tytularny Sant’Onofrio. Na początku 1727 roku został prefektem Kongregacji Rozkrzewiania Wiary. Trzy lata później został propenitencjariuszem, a po czterech miesiącach – penitencjariuszem większym. 16 września 1740 roku został podniesiony do godności kardynała biskupa i otrzymał diecezję suburbikarną Palestrina. Zmarł 21 marca 1747 roku w Rzymie.